# . . . تا غروب
تا غروب فیلمی به کارگردانی و نویسندگی جعفر والی ساختهٔ سال ۱۳۶۷ است.

## داستان فیلم
ذبیح (سعید پورصمیمی) که آدم بدقلقی است با همسرش، بی‌بی حبیبه، در روستایی زندگی می‌کنند. کبیری کدخدای روستا که معمولاً مشکلات اهالی را با کدخدامنشی حل و فصل می‌کند به ذبیح وعده می‌دهد که از طلوع تا غروب آفتاب هر مقدار زمین را که محصور کند از آن وی می‌شود. ذبیح آزمندانه به محصور کردن زمین‌های روستا می‌پردازد اما در پایان روز از فرط خستگی از تپه‌ای سقوط می‌کند و در آخر جان می‌دهد.

## بازیگران
- سعید پورصمیمی
- مریم معترف
- مرتضی احمدی
- غلامحسین خیّر
- مهدی میامی
- غلامحسین متین
- مجید نجف
- هادی مهدی چوپان
- مهدی رضاخانی
- محمدعلی گرگیج
- عبدالله دلدار
- طیبه میامی
- ناهید طباطبائی
- ناصر کرمیار
- مریم والی‌نژاد
- ولی سنگسری
- ناصر اتکالی
- امیر مهدی‌کیا